# MD Helicopters
MD Helicopters, Inc. — американський аерокосмічний виробник який випускає вертольоти в першу чергу цивільного призначення. Компанія має повну назву McDonnell Douglas Helicopter Systems, дочірня компанія McDonnell Douglas.

## Історія

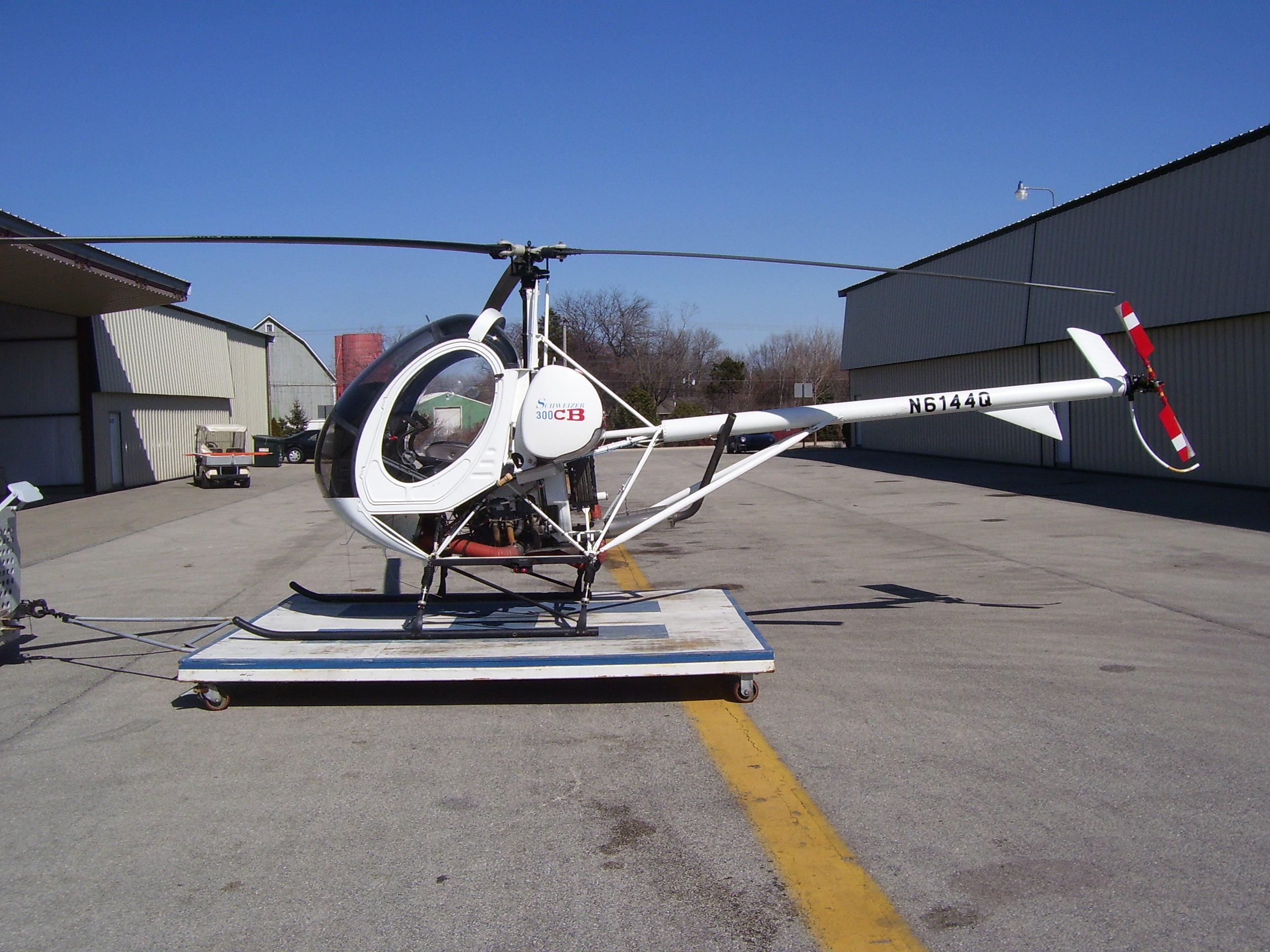
Schweizer 300CB, який у 1950-х роках був Hughes Model 269

Компанія з'явилась у 1947 як підрозділ Hughes Aircraft, потім була частиною Hughes Tool Company після 1955. Вона стала вертолітним підрозділом Ґ'юз Summa Corporation у 1972 і потім була реформована у Hughes Helicopters, Inc у 1981. Проте, за всю свою історію, компанія мала неофіційну назву Hughes Helicopters. Компанія була продана McDonnell-Douglas у 1984.
Hughes Helicopters випускала три основних конструкції за свою 37-ми річну історію. Model 269/300 стала першою вдалою конструкцією Ґ'юза. Побудована у 1956 і вступила у серію у 1957, він став частиною армійського арсеналу як тренувальний вертоліт, позначений TH-55 Osage. У 1983 компанія Schweizer Aircraft отримала ліцензію на виробництво Model 300C, яку Schweizer випускає досі.
У травні 1965 компанія отримала контракт на новий вертоліт спостереження для армії США і випустила OH-6 Cayuse (Hughes Model 369). Пізніше OH-6 був перероблений на цивільну машину Model 500, варіанти якої залишаються у виробництві до тепер.
У 1975 компанія отримала контракт на виробництво ударного вертольота AH-64 Apache. До грудня 1981 було побудовано шість прототипів AH-64A і армія підписала контракт з компанією. Кількість до 2005 року буде складати 1100.
У січні 1984 Hughes Helicopters, Inc. були продані McDonnell Douglas компанією Summa Corporation. McDonnell Douglas заплатили $470 млн. і зробили її дочірньою під назвою McDonnell Douglas Helicopter Systems у серпні 1984.  У 1986 McDonnell Douglas продали всі права на Model 300C компанії Schweizer Aircraft.

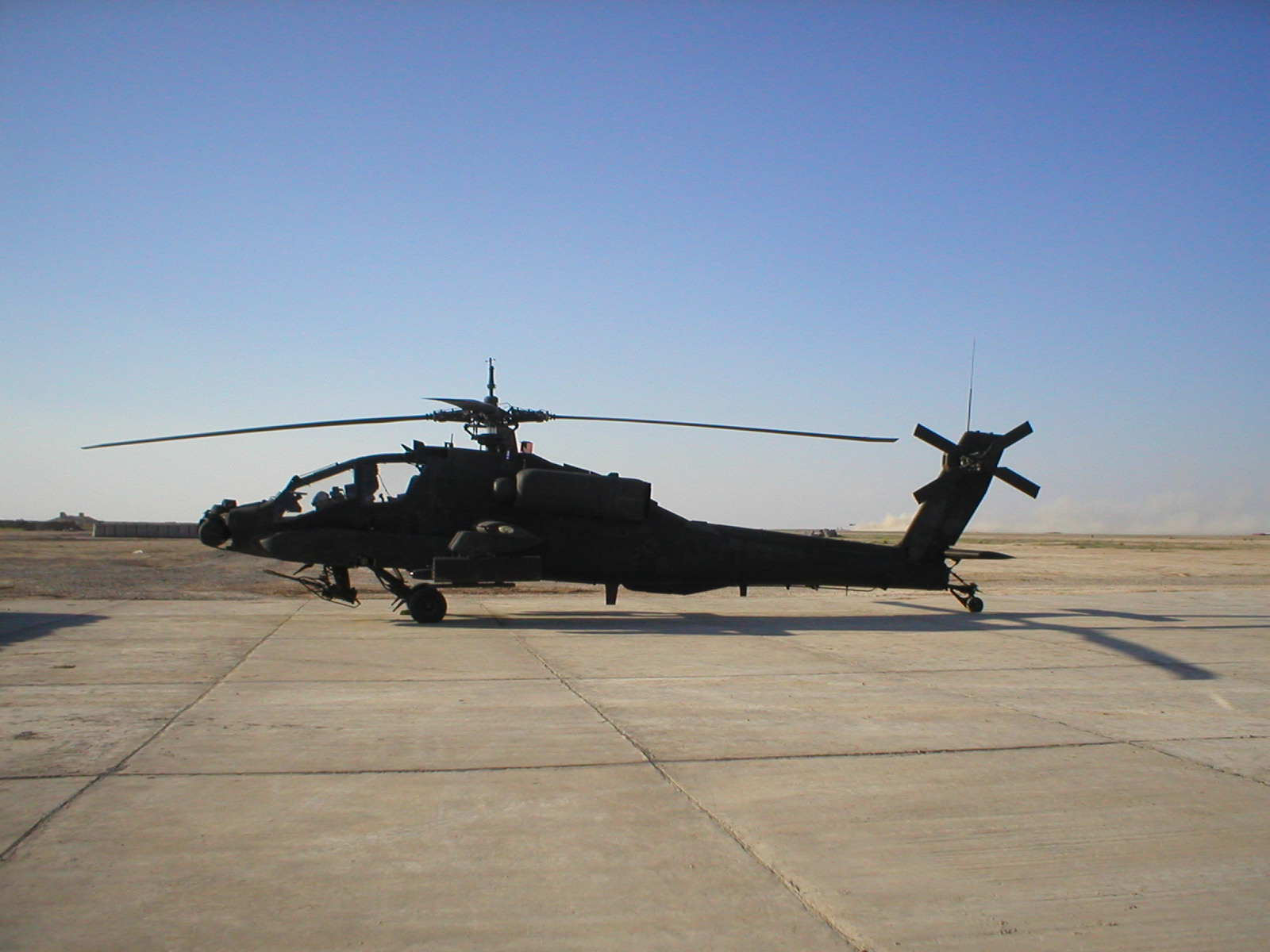
AH-64A

1 серпня 1997 McDonnell Douglas об'єдналися з Боїнг, але плани Боїнга продати лінію цивільних вертольотів компанії Bell Helicopter у 1998 були зірвані Федеральною торговою комісією США (FTC).
У 1999 Боїнг закінчили продаж цивільної лінії вертольотів MD Helicopter Holdings Inc., непряме дочірнє підприємство голландської компанії, RDM Holding Inc. Лінійка включала MD 500 і варіанти, а також похідні вертольоти з NOTAR створені Hughes Helicopters Inc. Боїнг підтримував лінійку вертольотів AH-64 і права на систему NOTAR.
Після невдач у комерційній діяльності, компанія була куплена у 2005 Patriarch Partners, LLC. Компанія була рекапіталізована як незалежна компанія, MD Helicopters, Inc. MD Helicopters розташована у  Меса, Аризона. Голова і головний виконавчий директор MD Helicopters - Лінн Тілтон, яка також є головним виконавчим директором і єдиним директором Patriarch Partners, LLC.
MD розробляють вертоліт під назвою MD6XX для представлення у 2018.

## Продукція

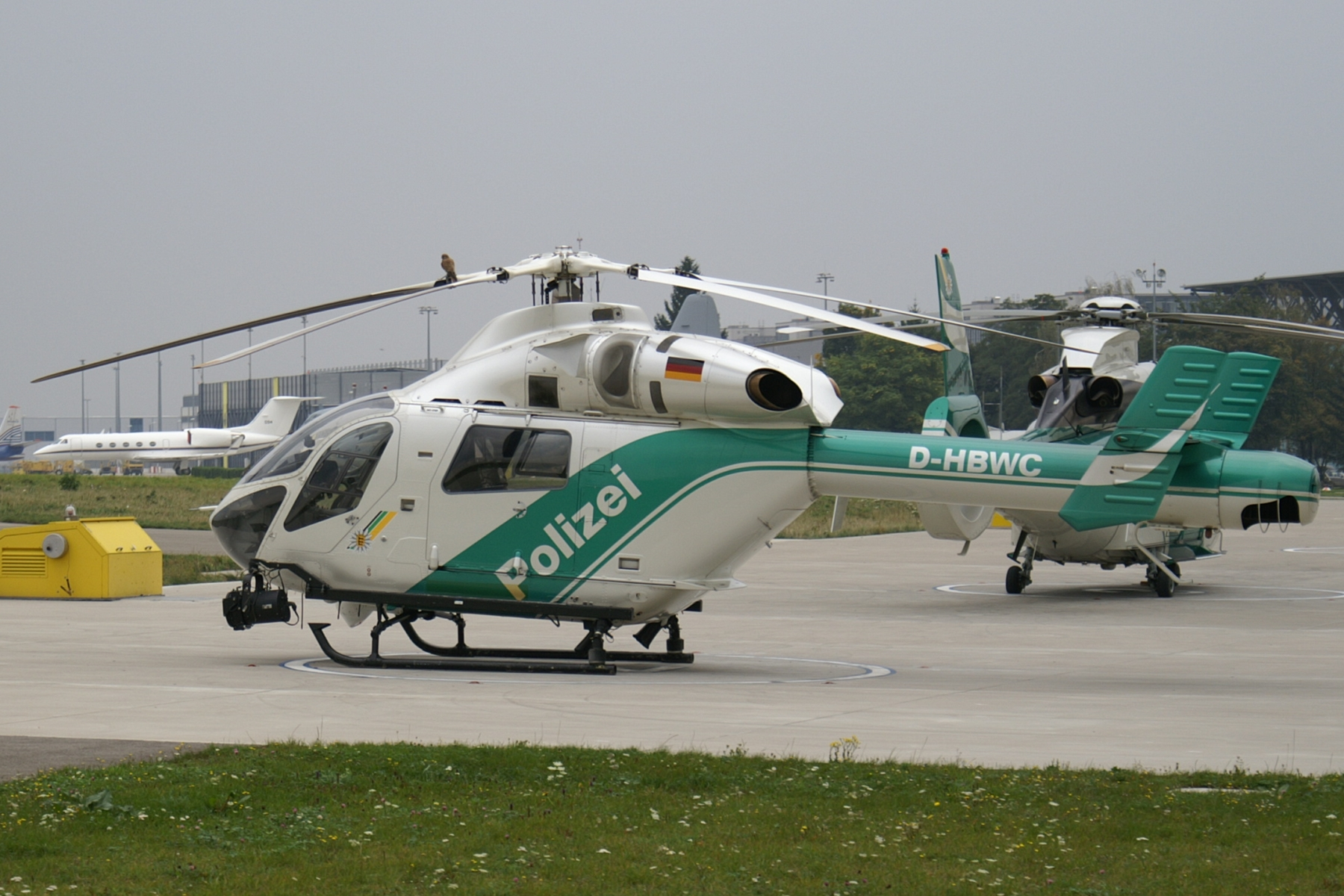
MD 902 (Німецька поліція)

(Компаній McDonnell Douglas та MD Helicopters)
- MD 500
  - MD 500 Defender
  - MD 520
  - MD 530
- MD 600
- MD Explorer

(Лише McDonnell Douglas)
- AH-64 Apache - збережені Боїнг у 1998.
- MH-6 Little Bird